# سه روز و یک بچه
سه روز و یک بچه (عبری: שלושה ימים וילד) یک فیلم است که در سال ۱۹۶۷ منتشر شد. از بازیگران آن می‌توان به اودد کوتلر اشاره کرد.
اودد کوتلر جایزه بهترین بازیگر مرد جشنواره فیلم کن سال ۱۹۶۷ میلادی را برای بازی در این فیلم دریافت کرد.